# Love Revolution
Love Revolution è un album in studio della cantante statunitense Natalie Grant, pubblicato nel 2010.

## Tracce
1. Daring to Be – 3:48 (Natalie Grant, Bernie Herms, Matthew West)
2. Love Revolution – 4:21 (Matt Bronleewe, Grant, Jason Ingram)
3. Greatness of Our God – 4:06 (Stuart Garrard, Ingram, Reuben Morgan)
4. Human – 3:55 (Ingram, Dan Muckala, Jordin Sparks)
5. Beauty Mark – 3:19 (Herms, Grant)
6. Power of the Cross – 3:51 (Shelly E. Johnson)
7. Desert Song – 3:46 (Brooke Fraser)
8. Your Great Name – 6:01 (Michael Neale, Krissy Nordhoff)
9. You Deserve – 4:51 (Herms, Ingram)
10. Someday Our King Will Come – 3:32 (Trent Dabbs, Ian Fitchuk, Grant, Justin Loucks)
11. Song to the King – 5:42 (Grant, Herms)
12. Your Great Name (Acoustic) – 5:33 (Neele, Nordhoff)